# Estación del Ferrocarril de Antofagasta a Bolivia
La Estación del Ferrocarril de Antofagasta a Bolivia se encuentra ubicada en la esquina nororiente de la intersección de las calles Ánibal Pinto y Bolívar, de la ciudad de Antofagasta. Fue inaugurado en 1892.

## Historia
Desde el año de su construcción contribuyó al desarrollo de la provincia de Antofagasta, en sus aspectos mineros y salitreros, y al intercambio comercial internacional. En 1981, el edificio, los andenes y dependencias de la gerencia y administración fueron declarados monumento nacional en la categoría de monumento histórico.

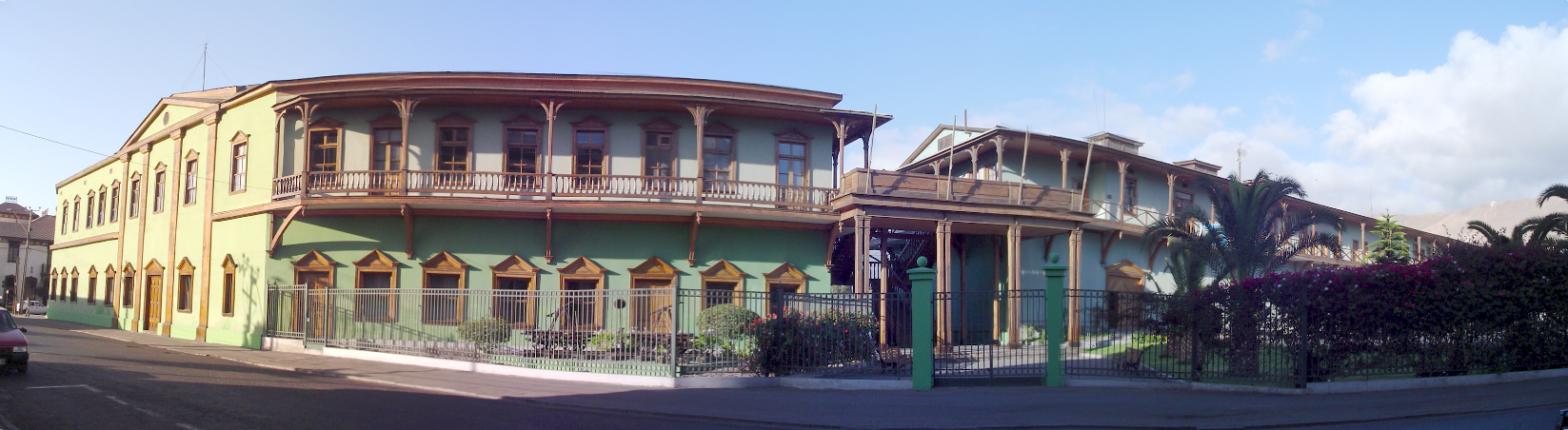
Panorámica de la entrada de la estación.